# Ишмаметов, Мурат Хафизович
Мурат Хафизович Ишмаметов (10 сентября 1925, Москва — 5 января 1990, Москва) — московский художник-плакатист, член Союза художников СССР. Приёмный сын Б. И. Урманче, брат художника-графика И. Урманче.

## Биография
Родился в Москве в 1925 году. В 1943 году призван на фронт. Воевал на 3-м Украинском Фронте в 110-й гвардейской стрелковой дивизии. Получил тяжёлое ранение при форсировании Днепра, впоследствии был демобилизован с фронта. Награждён орденом Славы III степени. В 1945—1951 годах — учёба в Московском институте прикладного и декоративного искусства у А. Дейнеки, П. Соколова-Скаля.

1950-е годы — начало работы в области политического плаката.

1960-е годы — рисует для газеты «Советская культура».
Умер в Москве в 1990 году.

## Музеи
Плакаты М. Ишмаметова хранятся в Российской государственной библиотеке (Москва), Государственном центральном музее современной истории России, Музее плаката в Вилянуве (Варшава) и других музеях.